# Oxynoidae
Oxynoidae is een familie van weekdieren uit de klasse van de Gastropoda (slakken).

## Geslachten
- Lobiger Krohn, 1847
- Lophopleurella Zilch, 1956
- Oxynoe Rafinesque, 1814
- Roburnella Ev. Marcus, 1982